# Dolichopus cuprinus
Dolichopus cuprinus är en tvåvingeart som beskrevs av Christian Rudolph Wilhelm Wiedemann 1830. Dolichopus cuprinus ingår i släktet Dolichopus och familjen styltflugor. Inga underarter finns listade i Catalogue of Life.